# Bản vị vàng

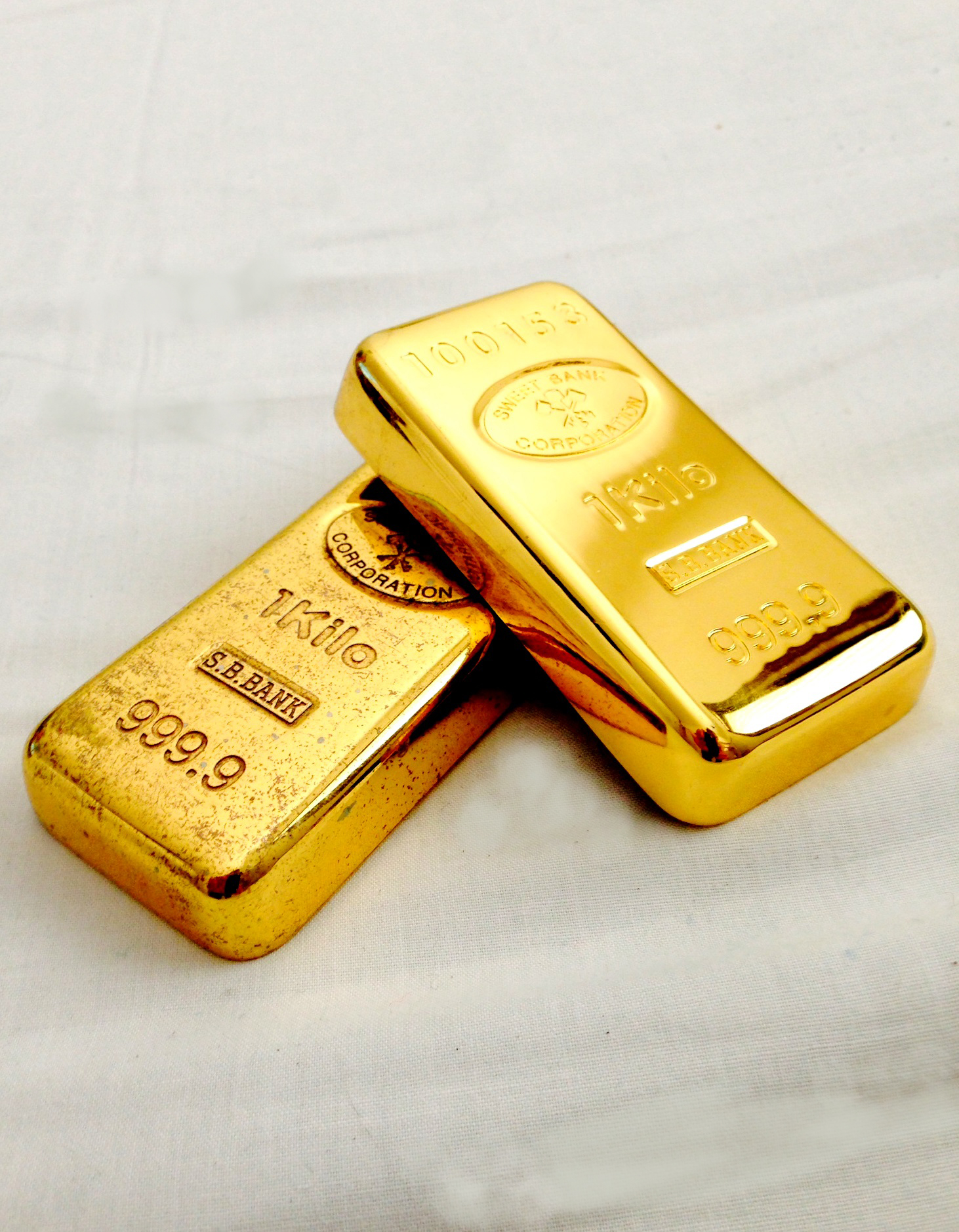
Thỏi vàng

Bản vị vàng hay kim bản vị là chế độ tiền tệ mà phương tiện tính toán kinh tế tiêu chuẩn được ấn định bằng hàm lượng vàng. Dưới chế độ bản vị vàng, tổ chức phát hành tiền mặt (ở dạng giấy bạc hay tiền xu-còn gọi là hiện kim) cam kết sẵn sàng nhận lại tiền mặt và trả vàng nếu được yêu cầu. Các chính phủ sử dụng thước đo giá trị cố định này nếu chấp nhận thanh toán cả tiền mặt của chính phủ nước khác bằng vàng sẽ có liên hệ tiền tệ ấn định (lượng tiền mặt lưu hành, tỷ giá quy đổi).
Những người ủng hộ chế độ bản vị vàng cho rằng hệ thống này đề kháng được sự bành trướng tín dụng và nợ nần. Không như chế độ tiền luật định (không có vàng bảo đảm), đồng tiền được bảo đảm bằng vàng sẽ không cho phép chính phủ tùy tiện in tiền giấy. Cản trở này ngăn hiện tượng lạm phát do đánh tụt giá tiền tệ. Nó được tin rằng giúp loại bỏ được sự bất ổn hệ thống tiền tệ, đảm bảo sự tín nhiệm của tổ chức phát hành tiền tệ và khuyến khích hoạt động cho vay. Ở những nước không áp dụng bản vị vàng một cách triệt để như tuyên bố bảo đảm hàm lượng vàng nhưng phát hành tiền giấy nhiều hơn, trải qua các cuộc khủng hoảng tín dụng và trì trệ kinh tế. Ví dụ là sự hoang mang ở Hoa Kỳ năm 1819 sau khi Ngân hàng quốc gia thứ hai ra đời năm 1816.
Ngày nay, không một quốc gia nào trên thế giới còn áp dụng bản vị vàng. Thay vào đó, tiền pháp định được áp dụng, có nghĩa là Nhà nước áp đặt sử dụng đồng tiền do họ phát hành, yêu cầu nộp thuế, nhận trợ cấp, thanh toán của Chính phủ bằng đồng tiền đó. Ở một số định chế tài chính tư nhân, bản vị vàng vẫn được áp dụng.

## Lý do

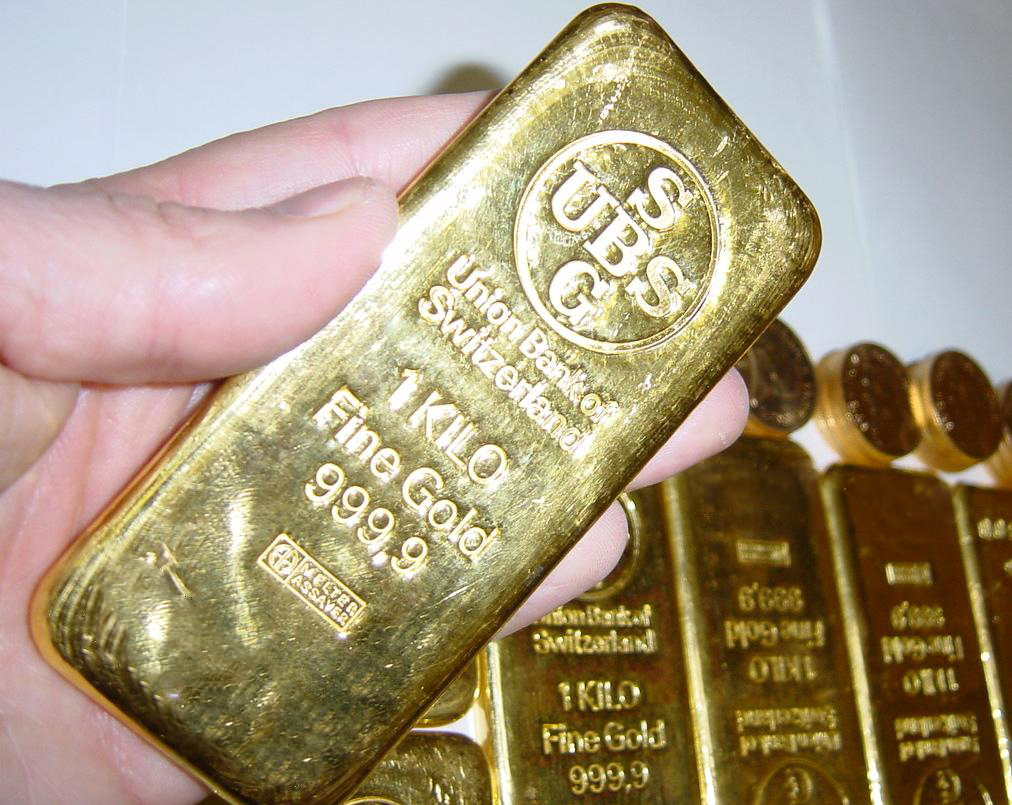

Vàng được lựa chọn bởi sự tinh khiết, không bị biến đổi theo thời gian, dễ dàng phân biệt, thẩm định nhờ màu đặc trưng, độ dẻo, âm thanh khi va chạm, khối lượng riêng lớn; vàng là một vật phẩm mà các nhà buôn lựa chọn làm thước đo giá trị - nó đã được chọn từ xa xưa là một dạng tiền và vật cất trữ của cải.
Đã có rất nhiều vật phẩm được sử dụng làm tiền, bao gồm cả những thứ tưởng như không thể như vỏ ốc, lá cây thuốc lá. Những thuộc tính cần phải có để một dạng vật chất trở thành dạng cơ bản của tiền là
- Dễ phân biệt
- Bền vững
- Ổn định về lượng sẵn có
- Giá trị nội tại không bị biến động.

Vàng đáp ứng tất cả các yêu cầu trên và có thể nói rằng nó là dạng vật chất duy nhất trên thế giới đáp ứng được. Lượng vàng mà con người có được không thay đổi đột biến trong nhiều thế kỷ; lượng vàng bổ sung nhờ khai mỏ là nhỏ và dự tính được. Phần lớn vàng được tàng cất trong kho, quỹ, két ở dạng "chức năng" của nó là vật lưu trữ giá trị. Nhu cầu vàng cho mục đích khác chỉ là trang sức, răng giả và đồ điện tử mà thôi. Việc sử dụng vàng làm đồ trang sức và các vật trang trí khác có thể coi là cùng chức năng lưu trữ giá trị bởi thuộc tính thẩm mĩ của nó. Hai ứng dụng còn lại chỉ chiếm một phần rất nhỏ so với lượng vàng được tàng trữ dưới dạng thỏi, nén; bên cạnh đó, nhu cầu vàng trong lĩnh vực nha khoa đang giảm xuống nhờ việc sử dụng các vật liệu trông giống răng thật. Ngoài vàng ra, bất kỳ vật phẩm nào khác đều có thể biến đổi giá trị khi cung và cầu thay đổi.
Quá trình đi đến chọn vàng làm tiền, trong các xã hội, khác nhau theo thời gian và địa điểm. Tuy vậy các nhà sử học tin rằng, giá trị cao của vàng nhờ đẹp, tinh khiết, không bị ăn mòn, luôn ổn định, và dễ nhận ra đã đưa nó trở thành vật bảo toàn giá trị và thước đo giá trị của các dạng hàng hóa, vật chất khác. Ở thành Babylon cổ đại, giạ lúa mì (36 lít) đã được sử dụng làm đơn vị tính toán với khối lượng vàng tương ứng được sử dụng làm vật mang giá trị. Những hệ thống tiền tệ cổ xưa dựa trên lương thực sử dụng vàng để biểu hiện giá trị. Nghiệp vụ ngân hàng (banking) bắt đầu xuất hiện khi vàng ký gửi tại ngân hàng có thể được chuyển từ một tài khoản sang tài khoản khác trực tiếp hoặc cho vay lấy lãi suất.
Vàng có khối lượng riêng lớn (19,3 g/cm³) nên những thủ đoạn pha vàng với kim loại rẻ tiền đều dễ dàng bị phát hiện bởi sẽ làm giảm tỉ trọng (câu chuyện "Eureka" nổi tiếng của nhà bác học Ác-si-mét). Có một số kim loại nặng hơn vàng tương đối phổ biến như osmium (22,6 g/cm³), iridium (22,4 g/cm³), bạch kim (21,45 g/cm³), wolfram (19,35 g/cm³) nhưng chúng đều đắt hơn vàng. Riêng wolfram thì rẻ hơn vàng và khối lượng riêng gần bằng vàng vậy nhưng hợp kim của vàng và wolfram thì khó chế tạo.
Khi được sử dụng thay mặt vàng trong hệ thống tiền tệ, chức năng của tiền giấy là nhằm giảm nguy hiểm có thể xảy ra khi vận chuyển vàng, giảm khả năng làm xấu những đồng xu vàng và tránh việc rút dần phương tiện thanh toán ra khỏi lưu thông như đầu cơ hay hao mòn. Sự xuất hiện tiền giấy ban đầu chỉ thuần túy bởi sự thiếu tin cậy khi vận chuyển vàng, đặc biệt là những rủi ro trên những hành trình dài; bên cạnh đó còn bởi các nước muốn sự giao thương phải đặt dưới sự kiểm soát của họ. Tiền tệ được đảm bảo bằng kim loại quý đôi khi được gọi là tiền biểu hiện. Và giấy bạc được phát hành theo cách này gọi là chứng chỉ tiền tệ, một cách gọi để phân biệt nó với các dạng khác của tiền giấy.
Trên thực tế, trong phần lớn lịch sử xã hội loài người, bạc mới là phương tiện lưu thông chủ yếu và là kim loại quan trọng đóng vai trò tiền tệ. Vàng được sử dụng là vật mang giá trị cao nhất, và là phương tiện thanh toán chỉ khi cần phải gọn nhẹ như việc thanh toán cho quân đội. Trong một số thời điểm, vàng thay thế bạc trong vai trò đơn vị cơ sở cho thương mại quốc tế, đó là thời kỳ hoàng kim của đạo Hồi (năm 662 đến 1258), thời kỳ đỉnh cao của các thành quốc buôn bán Italia trong thời Phục hưng, và đáng kể nhất là trong thế kỷ 19. Vàng duy trì vai trò là kim loại của kế toán lưu trữ tiền tệ cho đến khi hệ thống tiền tệ Bretton Woods sụp đổ năm 1971. Cho đến nay, nó vẫn là đối tượng dự trữ quan trọng ở các ngân hàng trung ương và chính phủ, là phương tiện duy trì khả năng thanh khoản và thực hiện chức năng bảo toàn giá trị.
Tổng lượng vàng mà con người đã khai thác cho đến nay thật ít một cách kinh ngạc – khoảng 125 ngàn tấn. Nếu toàn bộ số vàng đó được xếp ở một chỗ thì chỉ một nhà thi đấu bóng rổ đủ chứa toàn bộ (cao 9 m, rộng 18 m, dài 36 m).
Giá vàng hiện nay khoảng US$640 một ounce tức là khoảng 20.000 đô la Mỹ một kg, giá trị toàn bộ dự trữ vàng của thế giới là chừng 2,5 nghìn tỷ đô la Mỹ. Con số này còn ít hơn lượng tiền mặt lưu thông tại Mỹ. Do đó, nếu người ta muốn quay lại bản vị vàng thì hoặc là vàng phải lên giá rất nhiều (vài chục đến vài trăm lần) hoặc chỉ đảm bảo một phần nhỏ giá trị tổng số tiền mặt lưu hành.

## Tiền kim loại cổ đại
Kim loại đầu tiên được sử dụng làm tiền là bạc hơn 4.000 năm trước, khi những miếng bạc được sử dụng trong buôn bán. Những đồng xu bằng vàng đầu tiên được dùng bắt đầu từ 600 năm trước Công nguyên (TCN). Tuy vậy, trước thời điểm đó khá lâu, vàng cũng như bạc đã được sử dụng làm vật lưu trữ của cải và cơ sở cho các giao kèo buôn bán ở Akkadia (một thành phố Tiểu Á) và sau đó là Ai Cập Cổ đại. Bạc vẫn là kim loại tiền phổ biến nhất trong các giao dịch thông thường cho đến thế kỷ 20. Ngày nay, nó vẫn được lưu thông ở dạng tiền xu có hai kim loại, như đồng 20 pê-xô của México phát hành năm 2006.
Đế quốc Ba Tư thu thuế bằng vàng, và khi đế chế này bị Alexander Đại Đế chinh phục, số vàng được đúc thành tiền của đế quốc do ông đứng đầu. Vàng được dùng để trả lương cho quân đội và thưởng cho lính đánh thuê, việc này càng củng cố sự quan trọng của vàng. Như được nói đến trong tác phẩm "Hoàng tử" (The Prince) của Niccolo Machiavelli hai ngàn năm sau đó thì, vàng đã trở nên đồng nghĩa với việc chi dùng cho các chiến dịch quân sự. Đế quốc La Mã đúc hai loại tiền xu quan trọng, đó là đồng aureus, nặng 7 gram hợp kim vàng-bạc; và đồng solidus, nặng 4,4 gram trong đó có 4,2 gram vàng. Các xưởng đúc tiền La Mã tích cực một cách xuất sắc - người La Mã đúc và lưu hành hàng triệu đồng xu tiền trong thời gian nền Cộng hòa và thời gian Đế chế.
Sau sự sụp đổ của Đế quốc Tây La Mã và các mỏ vàng ở Châu Âu đã cạn kiệt, Đế quốc Đông La Mã (còn gọi là Đế quốc Byzantine) đúc đồng tiền nimisma hay bezant để kế thừa đồng solidus. Đồng tiền xu mới này có khối lượng và độ tinh khiết như đồng xu cũ và vẫn được coi là đồng solidi. Thật đáng tiếc, Đế quốc Byzantine, vào khoảng năm 1030 giảm dần hàm lượng vàng trong tiền xu của nó cho đến khi tiền xu trong lưu thông chỉ còn 15% vàng. Điều này thể hiện sự mất mát giá trị khủng khiếp của đồng tiền này so với những đồng tiền xu thời La Mã vốn có hàm lượng vàng từ 95% đến 98%.
Từ cuối thế kỷ thứ 7, đồng dinar dần trở thành đồng tiền của thương mại quốc tế. Đồng dinar được phát hành bởi Để chế Ả rập, theo hình mẫu của đồng tiền solidus La Mã, có cùng kích thước, khối lượng, hàm lượng vàng. Dinar và solidus của Đế quốc Đông La Mã cùng tồn tại trong lưu thông trong 350 năm, sau đó, đồng solidus bắt đầu suy yếu.
Đồng dinar bằng vàng và đồng dirham bằng bạc đều có nguồn gốc từ người Ba Tư (Persian). Sau đó, những vị vua đạo Hồi cũng chọn đồng tiền này làm tiền của vương quốc, thậm chí Abd al-Malik (trị vì 685-705) cải cách đồng tiền đến mức mà người ta nghĩ rằng đồng dinar và dirham có xuất xứ từ đây. Ông bỏ những hình vẽ trên đồng xu, quy định chuẩn mực của đồng tiền phải nói về Thượng đế (Allah) và ấn định tỷ lệ vàng-bạc. Thế lực và thương mại lớn mạnh của đạo Hồi đưa đồng dinar trở thành đồng tiền thống trị từ bờ biển phía tây Châu Phi cho đến bắc Ấn Độ tới tận những năm 1200, và nó vẫn là đồng tiền chủ chốt trong hàng mấy trăm năm sau đó. Vậy là đồng solidus, với những đặc điểm của như kích thước, hàm lượng, khối lượng và dù dưới nhiều tên khác như dinar, bezant, đã trở thành đơn vị tính toán giá trị trong hơn 1.300 năm qua ba đế chế hùng mạnh.
Năm 1284, Cộng hòa Venice (còn có tên Serenissima - một thành quốc Italia tồn tại từ thế kỷ 8 đến thế kỷ 18) phát hành đồng tiền vàng đầu tiên của nó, đồng ducat. Đồng tiền trở thành chuẩn mực của tiền xu châu Âu cho 600 năm tiếp theo. Các đồng xu khác là đồng florin, noble, grosh, zloty và guinea cũng được phát hành thời gian này ở các quốc gia châu Âu khác nhằm tạo điều kiện mở rộng thương mại. Đồng ducat, nhờ vai trò ưu việt hơn hẳn trong giao thương với thế giới đạo Hồi và khả năng xây dựng quỹ dự trữ vàng mới, đã là đồng tiền tiêu chuẩn để các đồng tiền khác quy đổi.
Ở Châu Mỹ, từ khi bắt đầu chinh phục đế chế Aztec và Inca của người da đỏ, Tây Ban Nha vốn chỉ có nhiều bạc, đã tiếp cận được nguồn vàng mới để đúc tiền. Đơn vị tiền bằng vàng cơ bản của Tây Ban Nha là đồng escudo, và đồng "doblión" (tương đương 8 escudo). Đồng doblion ban đầu được ấn định nặng 27,68 gram vàng 22 carat (92%) và có giá trị gấp 16 lần lượng bạc tương đương. Năm 1704, khu vực Caribe lựa chọn vàng là tiền tệ lưu hành nhờ lượng vàng dồi dào của nó. Việc lưu hành tiền xu của Tây Ban Nha tạo ra đơn vị đo giá trị của Hoa Kỳ, đồng đô la dựa trên nguồn bạc của Tây Ban Nha và thị trường tiền tệ Philadelphia bắt đầu giao dịch bằng đồng tiền thuộc địa Tây Ban Nha.

## Lý luận
Những điểm cơ bản của lý luận bản vị vàng nằm ở lý luận theo David Hume rằng lạm phát là do lượng tiền mặt tăng lên và sự bất trắc của sức mua tiền tệ trong tương lai o bế lòng tự tin của doanh nghiệp và dẫn đến thương mại và đầu tư giảm sút. Luận điểm trung tâm của bản vị vàng là nó xóa đi sự bất trắc, sự không thống nhất giữa các loại tiền cũng như những giới hạn có thể trong tương lai. Các đối tác thương mại sẽ mang lại lợi ích to lớn cho một nền kinh tế bằng cách mở rộng thị trường của hàng hóa đó, bằng sự đáng tin cậy của tín dụng cung cấp cho nhau và bằng sự vững vàng của thị trường hàng hóa. Trong lý luận bản vị vàng, sự hạn chế tài chính và tiền tệ mà chính phủ phải tuân thủ là trung tâm của những lợi ích giành được. Những người cổ súy cho bản vị vàng tin rằng chính phủ là có hại cho nền kinh tế, nó can thiệp vào thị trường vốn vận hành hoàn hảo và hạn chế tự do cá nhân.

### Các định nghĩa khác nhau về bản vị vàng
Nếu cơ quan quản lý tiền tệ giữ đủ vàng tương ứng với toàn bộ lượng tiền lưu thông, đó là chế độ bản vị vàng đầy đủ.
Một số người tin rằng không có một chế độ bản vị vàng nào khác ngoài chế độ bản vị đầy đủ. Bởi vì trong một chế độ bản vị vàng một phần (tức là không giữ đủ 100% vàng), sẽ có một lượng tiền mặt không được đảm bảo bằng vàng, nó có thể do cơ quan quản lý tiền tệ muốn thu hồi chi phí phát hành tiền (thuế đúc tiền) và vì thế gây ra lạm phát (bản vị vàng đầy đủ không có lạm phát). Những người khác, ví dụ những người ủng hộ kinh tế học trọng cung lại lý luận rằng cứ khi nào mà vàng còn được sử dụng làm phương tiện đo giá trị kinh tế thì khi đó là chế độ bản vị vàng.
Chế độ bản vị vàng đầy đủ không thể vận hành được bởi hai lý do:
- Thứ nhất, lượng vàng trên thế giới là quá nhỏ so với lượng tiền cần thiết để duy trì hoạt động kinh tế toàn cầu.
- Thứ hai, lượng tiền vừa đủ (có nghĩa là không gây lạm phát và cũng không giảm phát) không phải là cố định, nó biến động liên tục cùng với mức độ hoạt động thương mại.

Trong một quốc gia theo chế độ bản vị vàng, tiền xu vàng lưu thông như tiền và tiền giấy được đổi ra vàng trực tiếp theo giá thị trường (chính phủ không thể bắt buộc), tiền giấy giống như một tờ séc cho phép người cầm giữ nó quyền sở hữu một lượng vàng nhất định đang được quản lý bởi người phát hành tờ tiền đó.
Tuy nhiên, khi lượng vàng đổi được của tờ tiền giấy đó biến động có nghĩa là tờ tiền giấy trở thành tiền pháp định và sẽ thường xuyên giảm nội dung vàng. Đây là trường hợp chính phủ phát hành tiền không có vàng đảm bảo trong chiến tranh. Ví dụ của nó là những đồng đô la do chính phủ Liên bang phát hành trong Nội chiến Hoa Kỳ và tiền giấy của Áo trong thời kỳ Chiến tranh Napoleon. Sau thời gian chiến tranh, tiền lại được bảo đảm bằng vàng – tức là trở lại hệ thống tiền tệ kim bản vị.
Những người ủng hộ chế độ bản vị vàng chỉ ra rằng chế độ tiền luật định trước sau gì đều dẫn đến lạm phát do sự điều hành kém cỏi hoặc bởi chính phủ cứ in tiền ra để bù đắp thâm hụt ngân sách.
Hệ thống bản vị vàng quốc tế có thể tồn tại mà không có chế độ bản vị vàng ở bất kỳ quốc gia nào, khi đó vàng hoặc tiền tệ (đổi ra vàng ở tỷ giá cố định) được sử dụng là phương tiện thanh toán quốc tế. Ở chế độ này, khi tỷ giá tiền tệ dâng lên hay tụt xuống quanh ngưỡng đúc tiền (fixed mint rate) và chênh lệch tỷ giá này lớn hơn chi phí vận chuyển vàng giữa các nơi chênh lệch thì một lượng vàng lớn sẽ được luân chuyển cho đến khi tỷ giá trở về với ngưỡng chính thức là ngưỡng đúc tiền Các chế độ bản vị vàng quốc tế đều giới hạn số tiền mà các thực thể trong đó có quyền quy đổi lấy vàng. Dưới chế độ bản vị vàng Bretton Woods, số tiền này gọi là "quyền rút vốn đặc biệt" (Special Drawing Rights – SDRs).

### Tác động của tiền tệ được đảm bảo bằng vàng
Sự cam kết duy trì khả năng chuyển đổi tiền ra vàng một cách chặt chẽ hạn chế quá trình tạo ra tín dụng. Tín dụng bởi các tổ chức ngân hàng dưới chế độ bản vị vàng đe dọa khả năng chuyển đổi của giấy bạc do họ phát hành và dẫn đến hậu quả là vàng bị rút ra khỏi các quỹ dự trữ của ngân hàng đó ngoài ý muốn. Kết quả của việc đánh mất sự tự tin làm cho

#### Sự ổn định nhờ bản vị vàng
Theo lý thuyết, bản vị vàng giới hạn quyền năng của chính phủ trong việc tạo ra lạm phát bằng cách bơm thêm tiền giấy vào lưu thông, mặc dầu vậy, có bằng chứng cho thấy trước Chiến tranh thế giới thứ nhất, các nhà quản lý tiền tệ đã không mở rộng hay thu hẹp cung tiền ngay cả khi nước đó bị thất thoát vàng. Bản vị vàng tạo ra sự vững chắc của thương mại quốc tế do nó cung cấp một cơ cấu cố định tỷ giá tiền tệ. Sau các chế độ bản vị bạc mất giá liên tục của mười năm đầu thế kỷ 18, vàng được coi là sự thay thế tốt hơn và trở thành nguyên nhân, mục đích cho thương mại. Tuy nhiên, đến cuối thế kỷ 19, những lập luận chống lại bản vị vàng tạo ra xu hướng chính trị ở đa số các quốc gia công nghiệp nghiêng về những dạng tiền tệ dựa trên bạc, hoặc thậm chí là tiền giấy không thôi.
Dưới chế độ bản vị vàng cổ điển quốc tế, những biến động về giá ở một quốc gia sẽ được điều chỉnh một phần hoặc toàn bộ bởi cơ chế tự cân bằng thanh toán gọi là cơ chế dòng chảy giá cả-bản kim (bản kim ở đây là tiền xu vàng). Cơ cấu này như sau:
- Đầu tiên, khi giá một loại hàng hóa giảm xuống nhờ cung tăng vọt, tăng hiệu quả vốn, giảm giá đầu vào hoặc do cạnh tranh, người mua sẽ nghiêng về hàng hóa đó nhiều hơn những hàng hóa khác. Bởi sự ổn định tỷ giá tiền-vàng, người tiêu dùng ở các nước khác sẽ mua hàng hóa được định giá thấp nhất và vì thế, vàng sẽ chảy về các nước có nền kinh tế hiệu quả nhất.
- Lúc đó, quốc gia mới nhận luồng vàng đến phải tăng cung tiền tệ và chịu áp lực lạm phát vừa phải để bù lại việc giảm giá trước đó.
- Đồng thời, lượng tiền lưu hành ở các nền kinh tế kém hiệu quả bị giảm đi, vì vậy giá cả ở các nước này giảm xuống cho đến khi sự cân bằng được khôi phục.

Các ngân hàng trung ương, với mục đích ngăn cản luồng vàng chảy đi, sẽ chống đỡ bằng cách tăng tỷ lệ lãi suất làm sao để đưa giá cả trở lại mức cân bằng quốc tế nhanh hơn. Về mặt lý thuyết, chừng nào còn duy trì bản vị vàng thì chừng đó hạn chế được lạm phát cao hoặc giảm phát ngoài tầm kiểm soát. Có một thời gian, người ta tin rằng các thị trường luôn luôn vận hành rạch ròi (xem nguyên lý Say). Sự giảm phát sẽ làm thay đổi giá của vốn trước tiên, có nghĩa là giá của vốn giảm và cho phép tăng trưởng nhanh hơn đồng thời giá cả về mặt dài hạn vẫn ổn định. Tuy nhiên, in trên thực tế, điều này lại không diễn ra mà tiền lương (giá của lao động), chứ không phải giá của tư bản, sẽ bị hạ xuống trước tiên.

#### Mô hình Mundell-Fleming
Theo kinh tế học tân cổ điển, mô hình Mundell-Fleming diễn tả động thái của các đồng tiền trong chế độ bản vị vàng. Do giá trị tiền tệ được gắn liền với hàm lượng vàng, những yếu tố tự do còn lại để điều tiết thị trường vốn-tiền tệ là (1) tự do di chuyển luồng vốn và (2) chính sách tài chính, tiền tệ. Một lý do khiến đa số các nhà kinh tế học vĩ mô hiện nay không ủng hộ sự trở lại của bản vị vàng là mối quan ngại hai yếu tố trên không đủ để đối phó với suy thoái hoặc giảm phát lớn. Việc xem xét tình huống lý thuyết vàng trở lại là cơ sở giá trị dẫn đến một câu hỏi là sự tín nhiệm của ngân hàng trung ương ra sao trong một cơ chế không dựa trên kim loại quý. Dẫu cho những phần thưởng lớn sẵn sàng trao cho ai giải được những câu hỏi trên, thì kỷ nguyên bản vị vàng của thế kỷ 19 và thế kỷ 20 vẫn là một giai đoạn mà cơ sở khác hẳn với cái cách hệ thống tiền tệ thả nổi ngày nay được đo đếm, xác định giá trị.
Mundell lập luận rằng vì trong một nền kinh tế công nghiệp, một lượng lớn tư bản không linh động, chế độ bản vị vàng quốc tế hoặc thậm chí là chỉ ở một quốc gia có thể được tái lập. Vẫn theo ông, điều này sẽ cho phép ngân hàng trung ương một phạm vi tự do đủ để giảm thiểu tác động tiêu cực của chu kỳ kinh tế. Nó sẽ giảm tỷ lệ lãi suất ở pha suy thoái và tăng trở lại để kiềm chế tăng trưởng nóng. Milton Friedman không thống nhất ở điểm này, ông nêu ra các tác động bởi tiền tệ về mặt lượng sẽ gây ra giảm phát trong hệ thống đó và các quốc gia thành công sẽ nhận ra lợi ích thu được ít hơn là Mundell kỳ vọng, bởi luồng vàng di chuyển đến một quốc gia sẽ gây lạm phát ở nước đó. Cuộc tranh luận này tương tự cuộc tranh luận của Adam Smith và David Hume trong thế kỷ 18 về việc tăng lượng tiền tệ có phải là một mục tiêu đáng thực hiện hay không.
Nhiều quốc gia chống lưng cho nền kinh tế bằng cách tích trữ vàng. Số dự trữ này không phải để bảo đảm giấy bạc được phát hành mà nó là tài sản bảo vệ tiền tệ khỏi tỷ lệ lạm phát cao. Những người cổ súy cho vàng cho rằng không cần biện pháp này vì tiền tệ tự nó đã mang giá trị nội tại Bản vị vàng khi đó được khuyến khích bởi những người tin rằng một vật cất trữ giá trị ổn định là thành tố quan trọng nhất đối với sự an tâm trong kinh doanh.

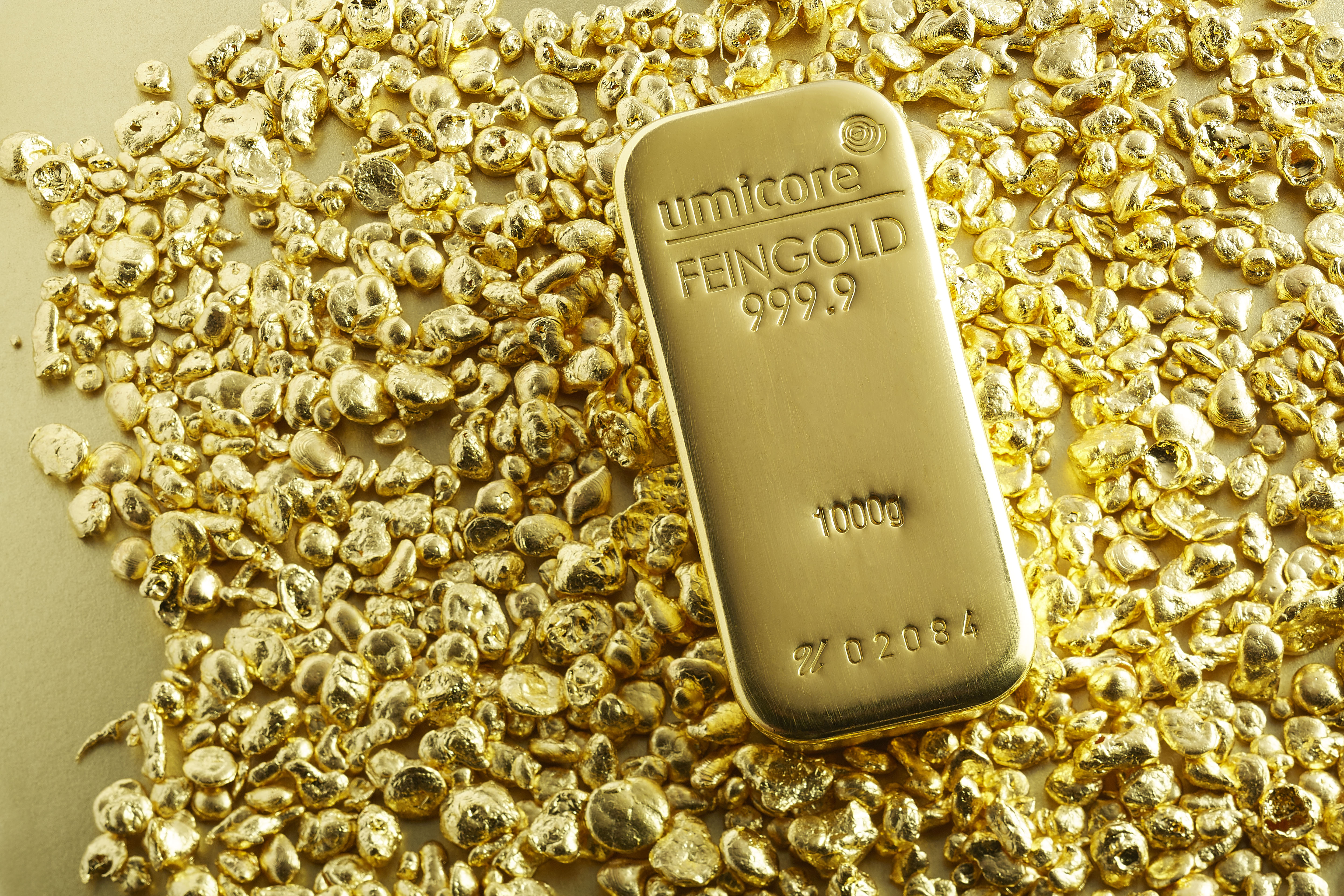

Nói chung thì ngày nay đại đa số các chính phủ và các nhà kinh tế không ủng hộ bản vị vàng, vì chế độ này thường cho thấy là không tạo đủ sự linh hoạt cho nguồn cung tiền tệ và chính sách tài khóa. Và lý do của việc này là ở chỗ nguồn cung cấp vàng mới (tức là nguồn cung cấp thêm tiền tệ dưới chế độ bản vị vàng) thì giới hạn và phải được sử dụng một cách căn cơ.
Một quốc gia đơn lẻ không thể cách ly nền kinh tế của nó với những biến động suy thoái và lạm phát của thế giới. Thêm vào đó, quá trình điều chỉnh thâm hụt chi tiêu ở một quốc gia có thể lâu dài và đau đớn khi mà tỷ lệ thất nghiệp gia tăng hoặc thụt lùi tốc độ phát triển kinh tế.
Trong số những người phản đối mạnh mẽ, John Maynard Keynes nhấn mạnh vào điểm bản vị vàng dựa vào kim loại cứng nhắc. Những người ủng hộ trường phái của ông cho rằng bản vị vàng gây ra giảm phát, điều khiến suy thoái càng trầm trọng bởi người ta không muốn đầu tư khi giá cả giảm xuống, vì vậy mà xương sống của hoạt động kinh tế càng bị sức ép. Cũng theo họ, chế độ bản vị tước đi khả năng chống lại khủng hoảng kinh tế đó là khả năng tăng cung tiền tệ để thúc đẩy kinh tế khôi phục.
Trái lại, những tín đồ của bản vị vàng chỉ ra rằng kỷ nguyên công nghiệp hóa và toàn cầu hóa của thế kỷ 19 là bằng chứng của sự tính thực tiễn và ưu việt của chế độ bản vị vàng và nêu ra rằng nước Anh đã đi lên vị trí đế vương, cai trị gần một phần tư dân số thế giới và xây dựng đế quốc thương mại mà ngày nay là Khối thịnh vượng chung Anh.
Những kẻ ky cóp vàng (goldbug) lấy nó là vật bảo vệ trước sự lạm phát giá cả hàng hóa và là biểu hiện cội nguồn của tài nguyên. Vì vàng có thể đổi ra bất kỳ đồng tiền nào, được chấp nhận ở mọi quốc gia trên thế giới, họ xem vàng là vật bảo đảm trước sự phiêu lưu của các ngân hàng trung ương trong chính sách tiền tệ và vàng là phương tiện chống rủi ro biến động tiền tệ. Với lập luận này, họ cho rằng cuối cùng thì chế độ vàng sẽ trở lại vì nó là vật mang giá trị ổn định duy nhất.
Ngày nay, không nhiều nhà kinh tế học ủng hộ việc trở lại bản vị vàng trừ trường phái kinh tế học Áo và trường phái trọng cung. Tuy vậy nhiều nhà kinh tế lớn đồng tình với việc lấy kim loại là cơ sở của tiền tệ, đồng thời lập luận chống lại tiền luật định. Trong số này có Alan Greenspan - người từng đứng đầu Cục Dự trữ Liên bang trong 19 năm, và nhà kinh tế học vĩ mô Robert Barro. Năm 2000, Greenspan đã phát biểu: "nếu anh sống trong chế độ bản vị vàng hoặc một cơ chế khác mà các ngân hàng trung ương không có quyền thao túng, thì hệ thống đó vận hành một cách tự động. Lý do mà có rất ít sự ủng hộ bản vị vàng đó là những hệ quả của sự tự điều chỉnh đó không được coi là thích đáng ở thế kỷ 20 và 21. Tôi là một trong số ít người vẫn còn cái nhìn lưu luyến về chế độ bản vị vàng ngày xưa, anh biết điều này rồi, nhưng tôi vẫn phải nói với anh, tôi ở trong đám thiểu số giữa các đồng nghiệp vẫn tranh luận về vấn đề này." Hệ thống tiền tệ ngày nay dựa vào đồng đô la Mỹ như một đồng tiền để neo vào, đồng tiền mà các giao dịch lớn được đo lường. Những bất ổn tiền tệ, không thể quy đổi và hạn chế tiếp cận tín dụng là số ít trong những lý do vì sao mà hệ thống tiền tệ ngày nay bị chỉ trích. Một loạt các giải pháp thay thế đã được đề xuất, bao gồm cả tiền tệ dựa trên năng lượng, giỏ hàng hóa hoặc giỏ tiền tệ; vàng cũng chỉ là một trong những giải pháp đó.
Lý do các lựa chọn này không được thực hiện trên thực tế cũng là lý do mà hệ thống bản vị vàng sụp đổ: tỉ lệ chuyển đổi cố định do chính phủ định ra không có mối liên hệ hữu cơ nào giữa cung và cầu về vàng và cung và cầu về hàng hóa.
Vì vậy, bản vị vàng có xu hướng bị bãi bỏ khi các chính phủ nhận thấy việc bỏ qua nó có lợi ích hơn. Thực chất, bản vị vàng không có nghĩa là các quốc gia không thể chuyển sang tiền luật định khi có chiến sự hoặc trong các tình trạng khẩn cấp khác. Điều này vẫn xảy ra mặc dù vàng tăng giá trong các tình huống như vậy vì mọi người thường sử dụng vàng để tích trữ vì lo sợ rằng tiền luật định thường cho phép lạm chi và do đó thường dẫn tới lạm phát hoặc sử dụng tem phiếu.
Khó khăn về thực tiễn là vàng hiện tại không được phân phối theo sức mạnh kinh tế cũng là một yếu tố: Nhật Bản là một trong những nền kinh tế lớn nhất thế giới, lại có dự trữ vàng ít hơn rất nhiều so với cần thiết để hỗ trợ nền kinh tế này.
Năm 1996, hệ thống tiền vàng điện tử (e-gold) được phát hành riêng với nỗ lực lập lại bản vị vàng và tạo ra một hệ thống tiền tệ toàn cầu mới. Các hệ thống tiền vàng điện tử khác cũng lần lượt ra đời như e-Bullion và GoldMoney.
Năm 2001 Thủ tướng Malaysia Mahathir Mohamad đề xuất một đồng tiền mới mà dự kiến sẽ được áp dụng đầu tiên với trao đổi thương mại giữa các nước đạo hồi. Đồng tiền được đề xuất có tên là dinar vàng hồi giáo và được xác định là 4,25 gram vàng 24 cara (100%). Mahathir Mohamad đưa ra khái niệm này trên cơ sở lợi ích về kinh tế của đồng tiền là có cơ sở ổn định và là một biểu tượng chính trị để nâng cao đoàn kết giữa các nước hồi giáo. Một mục tiêu có thể suy diễn của hành động này là giảm phụ thuộc vào đồng Đô la Mỹ để dự trữ tiền tệ, và để thiết lập một đồng tiền không dựa trên nợ tuân theo luật Hồi giáo cấm tính lãi suất. Tuy vậy, đồng tiền dinar vàng này vẫn chưa trở thành hiện thực.

## Dự trữ vàng
Trong thập niên 1990, nước Nga bán hết phần lớn lượng dự trữ vàng từ thời Liên Xô, trong khi đó, một số quốc gia khác tích trữ vàng để chuẩn bị cho Liên minh tiền tệ và Kinh tế châu Âu. Chỉ còn đồng Franc của Thụy Sĩ là đồng tiền chuyển đổi ra vàng. Tuy nhiên, dự trữ vàng với lượng đáng kể tại nhiều nước là một công cụ bảo vệ đồng tiền của họ và tránh ràng buộc vào đồng đô la Mỹ, thực tế này hình thành lượng dự trữ khổng lồ tiền thanh khoản cao. Đồng đô la yếu có xu hướng được bù lại bởi giá vàng mạnh lên. Vàng vẫn là tài sản tài chính cơ bản của gần như tất cả các ngân hàng trung ương bên cạnh ngoại tệ và trái phiếu chính phủ. Nó cũng được tích trữ tại các ngân hàng trung ương như là một biện pháp đề phòng.... Ước tính, 25% toàn bộ lượng vàng có trên mặt đất được cất giữ tại quỹ của các ngân hàng trung ương.
Tiền xu vàng và vàng thỏi được mua bán rộng rãi tại các thị trường có tính thanh khoản cao, và do đó vẫn là hình thức cất giữ tài sản cá nhân. Cho dù một số tổ chức, cá nhân phát hành tiền ví dụ tiền kỹ thuật số quy ra vàng, thì chúng vẫn phải được bảo đảm bằng dự trữ vàng của họ.
Năm 1999, để bảo vệ vai trò cất trữ giá trị của vàng, Ngân hàng trung ương châu Âu đã ký "thỏa thuận Washington", tuyên bố rằng họ không cho phép vay nợ vàng để đầu cơ và họ cũng không tham gia vào thị trường vàng với vai trò là người bán, trừ khi các giao dịch đó đã ký kết trước thời điểm ký thỏa thuận trên.
Những năm cuối của Thời kỳ khủng hoảng giá hàng hóa (1980-2000) cũng đã ảnh hưởng đến vàng, giá vàng đã tăng vượt mức giá được giao dịch trong vòng 20 năm. Thực tế này dẫn đến hậu quả là các tổ chức quản lý tiền tệ lại sử dụng vàng để giữ vững giá trị đồng tiền của họ, dẫu vậy, không có nghĩa là quay trở lại bản vị vàng. Trên thực tế ngày nay thì ngược lại, vàng càng đắt đỏ thì bản vị vàng càng khó thực hiện.
Trong thời kỳ khủng hoảng tài chính toàn cầu tư quý 3 năm 2010, vàng lại trở lại đóng vai trò là vịnh tránh bão an toàn. Ở lúc đỉnh cao nhất giá vàng giao ngay đạt mức trên $1900/oz vào quý 3 năm 2011. Ở thời điểm này giá vàng biến động rất lớn. Do vậy nhiều nhà đầu tư đã coi vàng là kênh đầu tư ít rủi ro nhất.
Năm 2009, Satoshi Nakamoto đã phát minh ra một loại tiền tệ mới với tên gọi là Bitcoin, có khả năng cạnh tranh trực tiếp với vàng do có đầy đủ các tính chất của kim loại này và vượt qua được sự kiểm soát của chính phủ.